# Selección de fútbol sub-23 de Serbia
La selección de fútbol sub-23 de Serbia (en serbio: Mлaдa рeпpeзeнтaциja Cpбиje / Mlada reprezentacija Srbije), conocida también como la Selección olímpica de fútbol de Serbia, es el equipo que representa al país en Fútbol en los Juegos Olímpicos y en la Eurocopa Sub-21; y es controlada por la Asociación de Fútbol de Serbia.

## Estadísticas

### Eurocopa Sub-21
El torneo lo juegan selecciones sub-21, pero técnicamente participan selecciones sub-23, y cada dos ediciones el torneo cuenta como la eliminatoria para los Juegos Olímpicos.
| Año   | Ronda                     | Pos.                      | J                         | G                         | E                         | P                         | GF                        | GC                        |
| ----- | ------------------------- | ------------------------- | ------------------------- | ------------------------- | ------------------------- | ------------------------- | ------------------------- | ------------------------- |
| 1978  | véase Yugoslavia          | véase Yugoslavia          | véase Yugoslavia          | véase Yugoslavia          | véase Yugoslavia          | véase Yugoslavia          | véase Yugoslavia          | véase Yugoslavia          |
| 1980  | véase Yugoslavia          | véase Yugoslavia          | véase Yugoslavia          | véase Yugoslavia          | véase Yugoslavia          | véase Yugoslavia          | véase Yugoslavia          | véase Yugoslavia          |
| 1982  | véase Yugoslavia          | véase Yugoslavia          | véase Yugoslavia          | véase Yugoslavia          | véase Yugoslavia          | véase Yugoslavia          | véase Yugoslavia          | véase Yugoslavia          |
| 1984  | véase Yugoslavia          | véase Yugoslavia          | véase Yugoslavia          | véase Yugoslavia          | véase Yugoslavia          | véase Yugoslavia          | véase Yugoslavia          | véase Yugoslavia          |
| 1986  | véase Yugoslavia          | véase Yugoslavia          | véase Yugoslavia          | véase Yugoslavia          | véase Yugoslavia          | véase Yugoslavia          | véase Yugoslavia          | véase Yugoslavia          |
| 1988  | véase Yugoslavia          | véase Yugoslavia          | véase Yugoslavia          | véase Yugoslavia          | véase Yugoslavia          | véase Yugoslavia          | véase Yugoslavia          | véase Yugoslavia          |
| 1990  | véase Yugoslavia          | véase Yugoslavia          | véase Yugoslavia          | véase Yugoslavia          | véase Yugoslavia          | véase Yugoslavia          | véase Yugoslavia          | véase Yugoslavia          |
| 1992  | No clasificó              | No clasificó              | No clasificó              | No clasificó              | No clasificó              | No clasificó              | No clasificó              | No clasificó              |
| 1994  | Suspendido                | Suspendido                | Suspendido                | Suspendido                | Suspendido                | Suspendido                | Suspendido                | Suspendido                |
| 1996  | Suspendido                | Suspendido                | Suspendido                | Suspendido                | Suspendido                | Suspendido                | Suspendido                | Suspendido                |
| 1998  | véase Serbia y Montenegro | véase Serbia y Montenegro | véase Serbia y Montenegro | véase Serbia y Montenegro | véase Serbia y Montenegro | véase Serbia y Montenegro | véase Serbia y Montenegro | véase Serbia y Montenegro |
| 2000  | véase Serbia y Montenegro | véase Serbia y Montenegro | véase Serbia y Montenegro | véase Serbia y Montenegro | véase Serbia y Montenegro | véase Serbia y Montenegro | véase Serbia y Montenegro | véase Serbia y Montenegro |
| 2002  | véase Serbia y Montenegro | véase Serbia y Montenegro | véase Serbia y Montenegro | véase Serbia y Montenegro | véase Serbia y Montenegro | véase Serbia y Montenegro | véase Serbia y Montenegro | véase Serbia y Montenegro |
| 2004  | véase Serbia y Montenegro | véase Serbia y Montenegro | véase Serbia y Montenegro | véase Serbia y Montenegro | véase Serbia y Montenegro | véase Serbia y Montenegro | véase Serbia y Montenegro | véase Serbia y Montenegro |
| 2006  | Semifinales               | 4.º                       | 4                         | 1                         | 1                         | 2                         | 2                         | 3                         |
| 2007  | Final                     | 2.º                       | 5                         | 3                         | 0                         | 2                         | 5                         | 6                         |
| 2009  | Fase de grupos            | 6.º                       | 3                         | 0                         | 2                         | 1                         | 1                         | 3                         |
| 2011  | No clasificó              | No clasificó              | No clasificó              | No clasificó              | No clasificó              | No clasificó              | No clasificó              | No clasificó              |
| 2013  | No clasificó              | No clasificó              | No clasificó              | No clasificó              | No clasificó              | No clasificó              | No clasificó              | No clasificó              |
| Total | 3/6                       | 1 Final                   | 12                        | 4                         | 3                         | 5                         | 8                         | 12                        |

### Juegos Olímpicos
| Año   | Ronda                     | Pos.                      | J                         | G                         | E                         | P                         | GF                        | GC                        |
| ----- | ------------------------- | ------------------------- | ------------------------- | ------------------------- | ------------------------- | ------------------------- | ------------------------- | ------------------------- |
| 1992  | No clasificó              | No clasificó              | No clasificó              | No clasificó              | No clasificó              | No clasificó              | No clasificó              | No clasificó              |
| 1996  | Suspendido                | Suspendido                | Suspendido                | Suspendido                | Suspendido                | Suspendido                | Suspendido                | Suspendido                |
| 2000  | véase Serbia y Montenegro | véase Serbia y Montenegro | véase Serbia y Montenegro | véase Serbia y Montenegro | véase Serbia y Montenegro | véase Serbia y Montenegro | véase Serbia y Montenegro | véase Serbia y Montenegro |
| 2004  | véase Serbia y Montenegro | véase Serbia y Montenegro | véase Serbia y Montenegro | véase Serbia y Montenegro | véase Serbia y Montenegro | véase Serbia y Montenegro | véase Serbia y Montenegro | véase Serbia y Montenegro |
| 2008  | Fase de grupos            | 12.º                      | 3                         | 0                         | 1                         | 2                         | 3                         | 7                         |
| 2012  | No clasificó              | No clasificó              | No clasificó              | No clasificó              | No clasificó              | No clasificó              | No clasificó              | No clasificó              |
| 2016  | TBD                       |                           |                           |                           |                           |                           |                           |                           |
| Total | 1/3                       | –                         | 3                         | 0                         | 1                         | 2                         | 3                         | 7                         |

## Entrenadores
| Periodo   | Nombre                    |
| --------- | ------------------------- |
| 2013–     | Radovan Ćurčić            |
| 2010–2012 | Aleksandar Janković       |
| 2010      | Tomislav Sivić (interino) |
| 2009–2010 | Ratomir Dujković          |
| 2007–2009 | Slobodan Krčmarević       |
| 2006–2007 | Miroslav Đukić            |